# Hlai jezici
Hlai jezici (privatni kod: hlai),  jedna od tri glavne skupine tajskih jezika koji se govore u južnokineskoj provinciji Hainan. Skupina obuhvaća dva jezika, jiamao i hlai ili li, od kojih hlai ima nekoliko dijalekata i prilično se razlikuje od jiamaoa. Narodi koji se služe ovim jezicima su Li i Jiamao. Oko 700.000 govornika, većina govori hlai.

## Vanjske poveznice
- Ethnologue (14th)
- Ethnologue (15th)